# St. Bartholomäus (Weißenhorn)

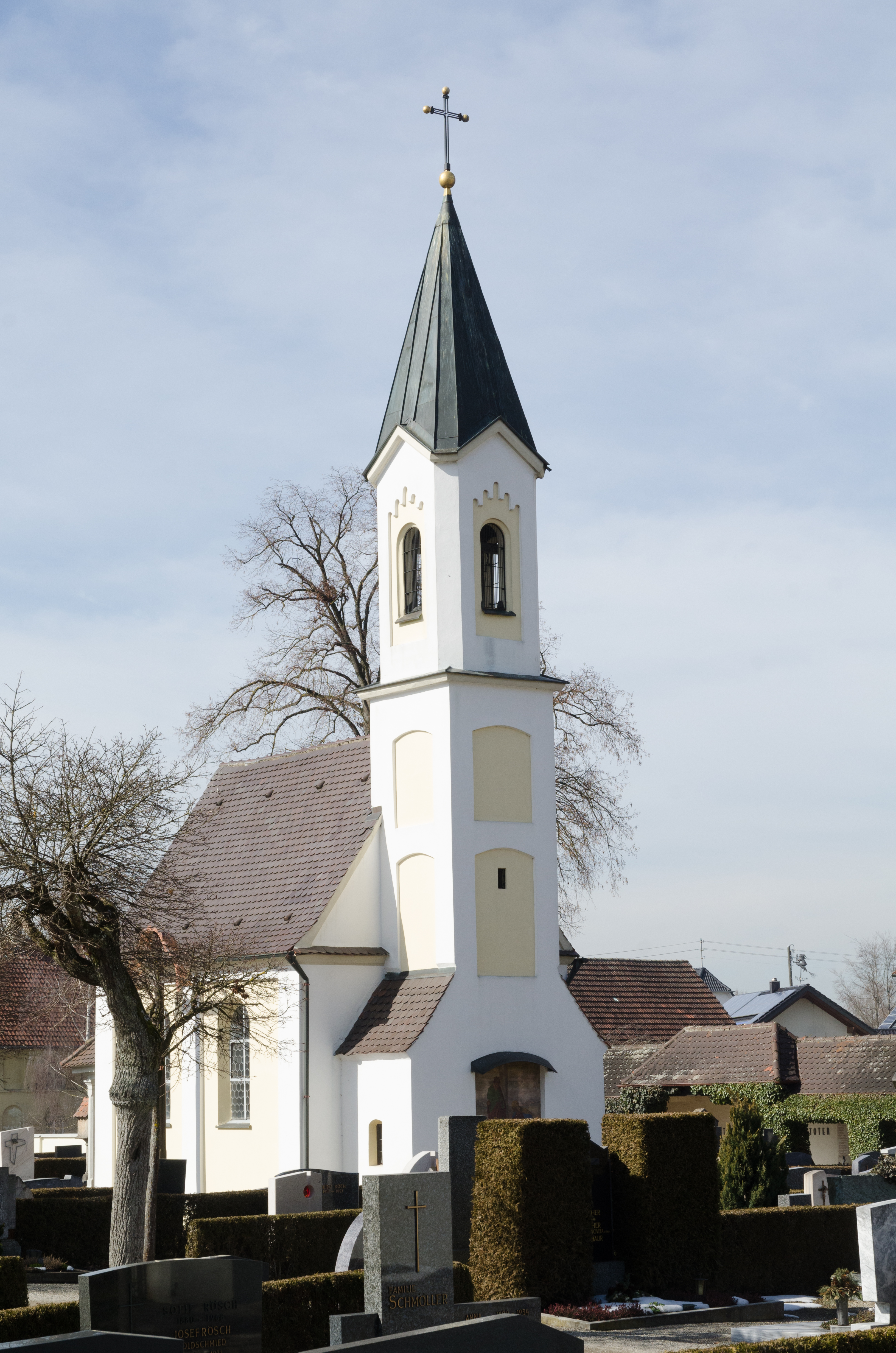
St. Bartholomäus in Weißenhorn

Die römisch-katholische Friedhofskapelle St. Bartholomäus steht in Weißenhorn im schwäbischen Landkreis Neu-Ulm in Bayern. Das Bauwerk ist in der Liste der Baudenkmäler in Weißenhorn als Baudenkmal unter der Nr. D-7-75-164-57 eingetragen.

## Beschreibung
Die 1727 gebaute Saalkirche besteht aus einem Langhaus, das mit Lisenen gegliedert ist, und einer Sakristei im Osten, über der um 1744 der Kirchturm gebaut wurde, der 1854 um ein Geschoss mit abgeschrägten Ecken aufgestockt und mit einem spitzen Helm bedeckt wurde. 
Ein kleines Fresko im Innenraum zeigt ein Symbol für die Trinität. Das Altarretabel von 1830 war die letzte Arbeit von Konrad Huber. Den Altarauszug hat 1727 der Vater von Franz Martin Kuen mit dem Salvator mundi bemalt.